# Luise Limbach

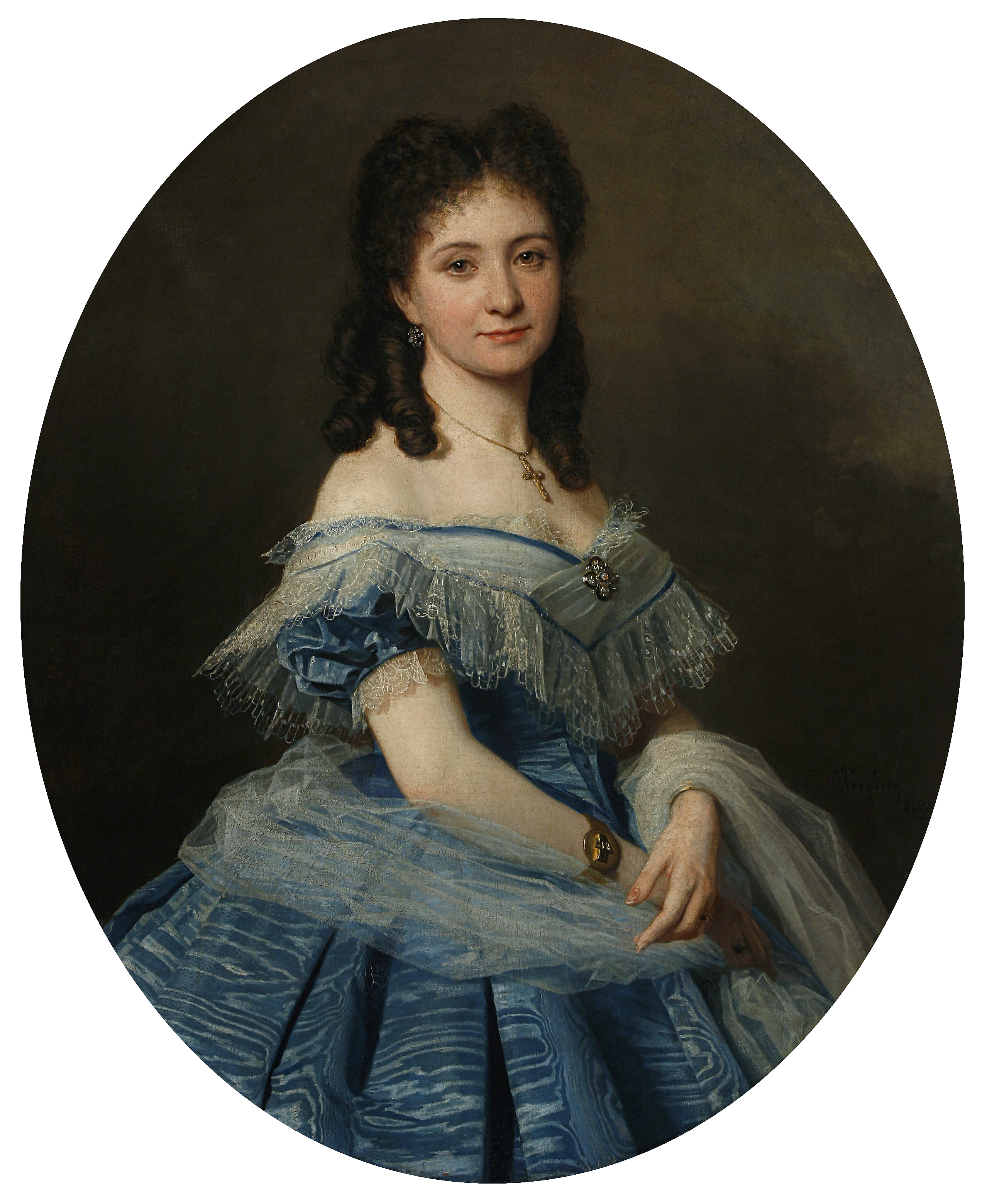
Luise Limbach, Porträt von Conrad Freyberg 1868

Luise Mathilde Limbach (* 8. Oktober 1834 in Düsseldorf; † 10. Oktober 1909 in Berlin) war eine deutsche Opern- und Operettensängerin (Sopran).

## Leben

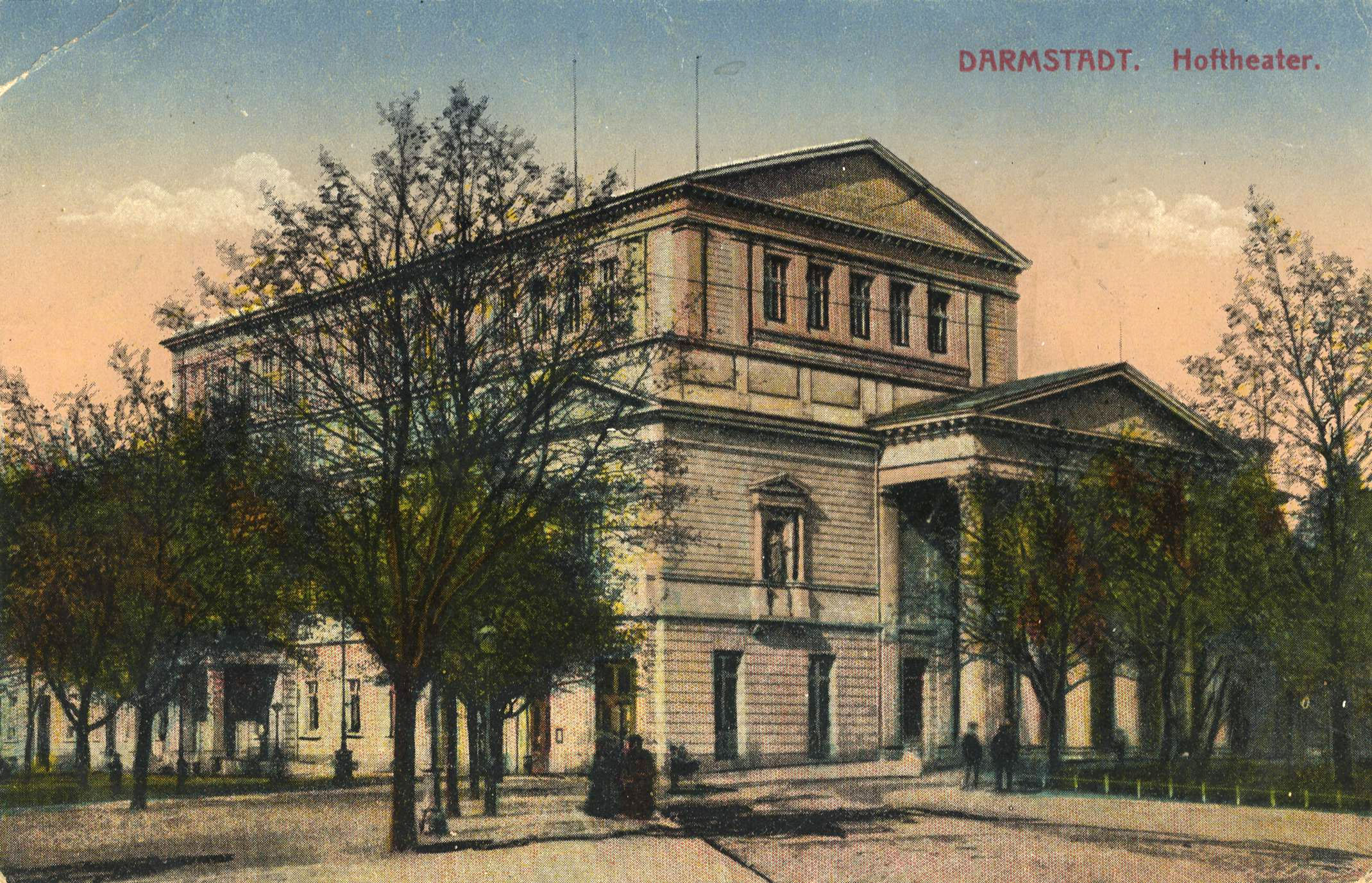
Darmstadt Hoftheater, 1819 (erbaut von Georg Moller)

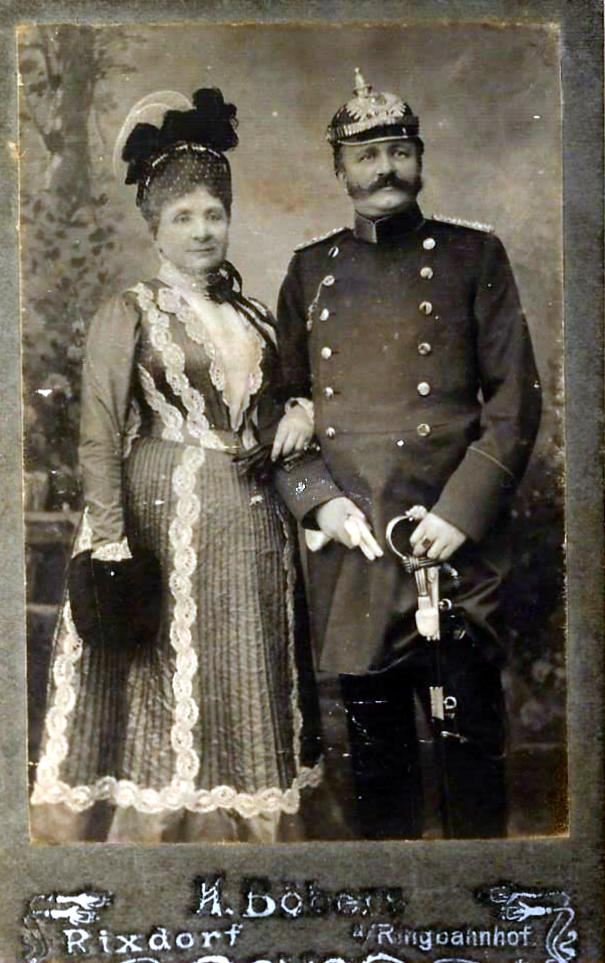
Luise Limbach mit Ehemann 1877

Luise Limbach war die zweitälteste Tochter des Schauspielers und Regisseurs Friedrich Heinrich Limbach (1801–1887) und seiner Ehefrau, der Schauspielerin und Sängerin Mathilde Auguste Hildebrandt (1801–1885).
In Begleitung ihrer Eltern und Geschwister (Susanna, Marie und Anton) trat Luise in diversen Städten zusammen mit ihren Geschwistern in Kinderrollen auf. Gleich im Anschluss an die Schulausbildung erhielt sie Gesangsunterricht in Braunschweig beim Liederkomponisten und Hofkapellmeister Franz Abt auf Kosten der Intendanz des Hoftheaters und dort ein mehrjähriges Engagement. Währenddessen unternahm sie Gastspielreisen, beispielsweise 1855 sogenannte Mustervorstellungen am Hamburgischen Stadttheater und 1857 Auftritte in Magdeburg mit Schwager Friedrich Gottlieb Adolph Benda.
1858 hatte sie ihr erstes auswärtiges Engagement in Breslau. Von 1859 bis 1862 war sie Mitglied des Ensembles am Hoftheater Darmstadt, von dort aus unternahm sie Gastspielreisen, beispielsweise an das Friedrich Wilhelmstädtische Theater und die Krolloper in Berlin. 1862 wechselte sie ans Quai-Theater in Wien. Von 1863 bis 1865 hatte sie in Berlin ein Engagement am Friedrich Wilhelmstädtischen Theater. Dann zog sich Luise Limbach vorübergehend von der Bühne zurück. 1874 feierte sie mit großem Erfolg ihren beruflichen Wiedereinstieg in Mainz und Darmstadt.
1876 verabschiedete sie sich endgültig vom Theaterleben und heiratete im Sommer 1877 in London in der German Lutheran Church St.George’s im Stadtteil Whitechapel. Heinrich Wilhelm Viktor Gustav von Carnap, Königlich-Preußischer Polizeihauptmeister, zeitweilig Bürgermeister von Rixdorf und Mitglied des Kreistages, in Berlin bis zur Pensionierung 1907 wohnhaft in der Manteuffelstraße 106. Das Ehepaar von Carnap hatte keine gemeinsamen Kinder, aber sie übernahmen etliche Patenschaften. Luise war stets sehr besorgt um das Wohlergehen ihrer weit verstreuten Verwandten, die sie auch finanziell langjährig unterstützte. Ihr Porträt des Malers Conrad Freyberg von 1868 schenkte sie 1896 dem neu gegründeten Vaterländischen Museum, heute Braunschweigisches Landesmuseum.

## Bühnenrollen
Durch ihre natürliche Frische und ihre zierliche Figur strahlte Luise Limbach bis zum Ende ihrer Laufbahn stets jugendlichen Charme aus. Ihre reine, angenehme Sopranstimme hatte eine fundierte Ausbildung erfahren, und auch ihre schauspielerische Leistung war dank strebsamer Vorbereitung überzeugend. Sie war vielseitig einsetzbar ein beliebtes Ensemblemitglied, das besonders in Berlin Triumphe feiern konnte, und ihre verhaltene Interpretation sowohl der Eurydice als auch der weiblichen Hauptrolle in Die schöne Helena soll dazu beigetragen haben, dass die Offenbach’schen Operetten auf den recht strengen deutschen Bühnen schließlich Eingang und Akzeptanz fanden.
Luise Limbachs Repertoire umfasste weit über 100 Partien, darunter:
- Urbain in Die Hugenotten
- Clothilde in Norma
- Zerline in Fra Diavolo
- Zerline in Don Giovanni
- Nancy in Martha
- Gemmy in Guillaume Tell
- Leonore in Alessandro Stradella
- Marie in Zar und Zimmermann
- Ännchen in Der Freischütz
- Rosalinde in Die Fledermaus
- Eurydice in Orpheus in der Unterwelt
- Helena in Die schöne Helena